# アブドッサラーム・アーリフ
アブドッサラーム・アーリフ（アラビア語: عبد السلام عارف、`Abd as-Salām `Ārif、1921年3月21日 - 1966年4月13日）は、イラクの政治家。第二共和政における第2代大統領（在職期間1963年2月8日 - 1966年4月13日）を務めた。
1958年7月に起きた自由将校団によるハーシム王政打倒クーデター(7月14日革命)では、イラク軍将校として主導的な役割を果たした。在職中の1966年4月13日に航空事故死し、数日後に兄のアブドッラフマーン・アーリフが政権を引き継いだ。

## 1958年の革命とカーシムとの対立
アブドッサラーム・アーリフは、イラク軍将校としてアブドルカリーム・カーシムらイラク軍将校と共に秘密組織であった自由将校団のメンバーに加わっていた。自由将校団は1952年のエジプトでのナセルらによる王政打倒クーデター(エジプト革命)に共感していた。1958年の夏、アラブ連邦協定を結んでいたヨルダンが、エジプトとシリアのアラブ連合共和国からの圧力を受けており、アラブ連邦首相ヌーリー・アッ＝サイードはヨルダンへのイラク軍派兵を決定した。アーリフはヨルダン派遣軍の指揮官に任じられた。しかし、ヨルダンに派遣されるはずだった陸軍部隊を率いて、そのまま首都バグダードへ向かい、ハーシム王家に対するクーデターを決行し、王政を打倒した(7月14日革命)。自由将校団の中心人物であったカーシムが首相に就任して新政権を打ち立て、アーリフは副首相・内務大臣・軍副司令官に任じられた。
しかしすぐに、汎アラブ主義者のアーリフとイラク共産党から支持を受けたイラク・ナショナリストのカーシムとの間で、対立が起きはじめた。アーリフは、エジプトのナセル大統領がシリアと形成したアラブ連合共和国との統合を提案したが、カーシムはそれに反対した。その結果、両者の間での権力闘争へと発展し、同年9月12日にカーシムがアーリフの職を解任した。アーリフは駐ボン大使に任命されたがその辞令を拒否し、11月4日にバグダードに戻った。反乱計画を立てた疑いで逮捕され、1959年2月に死刑を宣告されたが、1961年11月に釈放された。

## 大統領就任後
1963年2月3日、バアス党、軍、その他汎アラブ主義グループらによるクーデターが起き、カーシム政権は打倒された(ラマダーン革命)。カーシムは即決裁判にかけられた上で処刑された。アーリフは事前にイラク革命指導評議会のリーダーに選ばれており、クーデター成功後に多くの人の支持を受けて大統領に就任した。
アーリフは大統領に就任したものの、実質的な権限はバアス党出身のアフマド・ハサン・アル＝バクル首相に握られていた。しかし、直後にバアス党内で対立がおき始め、党内結束が弱まった。その状況に乗じ、同年11月にアーリフは軍やナセル主義者と共にバアス党に対するクーデター(1963年11月イラククーデター)を図り、左派ナショナリストグループを追放し、バアス党国民防衛隊民兵の本部を爆撃した上でアル＝バクル首相らを拘束した。

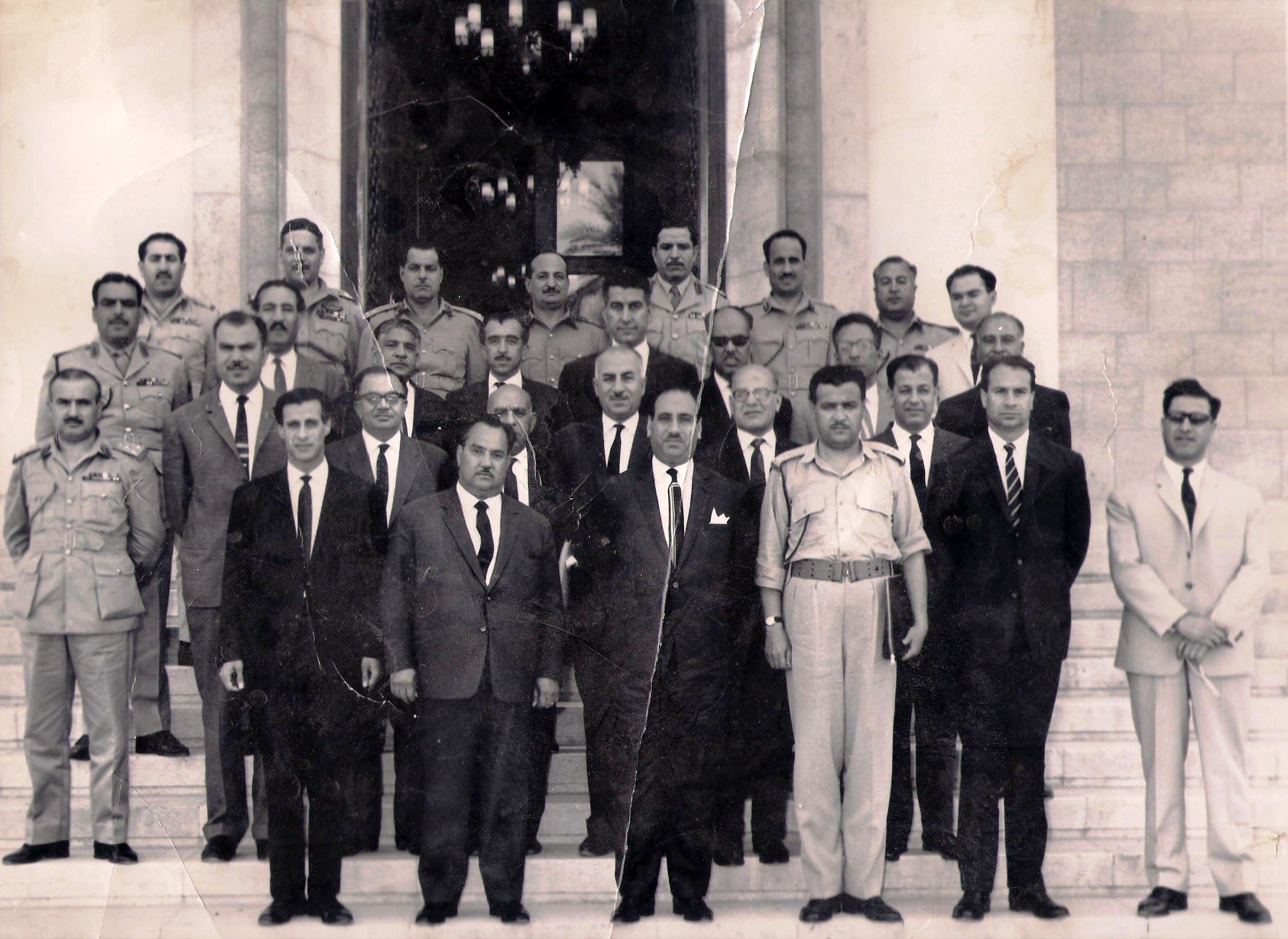
アーリフ政権の幹部（最前列右から二人目がアーリフ大統領・その左隣がヤフヤー首相）

アーリフは新しい内閣を構成し、バアス党員も入閣させたが、閣僚の多くはナセル主義者の軍人や官僚だった。また、多くの主要ポストを兄のアブドッラフマーンに与え、首相にはターヒル・ヤフヤーを任命した。1964年秋には、バアス党が巻き返しを図るために立てていたクーデター計画を事前に察知し、首謀者のサッダーム･フセインらバアス党員を逮捕した。
1964年5月26日、エジプトと合同大統領評議会を立ち上げた。7月14日革命記念日には、イラク版のアラブ社会主義連合(ASU)を結成し、「アラブ社会主義に基づくアラブ国家の統一」を掲げた。エジプトのアラブ社会主義連合(ASU)と同様に、多くの汎アラブ主義勢力を糾合した。また、エジプトとの統合を見据え、全ての銀行や30を越える産業を国有化し、12月20日には統合のためのプランを発表した。しかし、1965年7月になると、ナセル主義者の閣僚が相次いで辞職し、アーリフもインフラストラクチャー整備などイラクの国家の基盤作りのほうに力を入れ始めた。
1966年、搭乗していたイラク空軍の短距離旅客機デ・ハビランド DH.104 ダブがイラク南部に墜落し、死亡した。当初はヘリコプター事故と報告されていた。事故原因はイラク軍内のバアス党派によるサボタージュであるといわれている 。事故後、アブドッラフマーン・アル＝バッザーズ首相が3日間のみ大統領職にあったが、最終的に兄のアブドッラフマーンが大統領職を継承した。

## 家族に関して
2004年12月13日、彼の娘であるサナ・アブドッサラーム・アーリフが、何者かによって、バグダードの自宅で夫と共に殺害された。孫に当たる彼女らの息子(当時22歳)ラファルも、事件当時に拉致された後、殺害された。